# Distrito de Jura-Nord vaudois
El distrito de Jura-Nord vaudois (hispanizado Jura-Norte valdense) es uno de los diez distritos del cantón de Vaud. Su capital es la ciudad de Yverdon-les-Bains.

## Geografía
Limita al norte con el distrito de Val-de-Travers (NE), al nortes con el de Boudry (NE), al este con el de Broye (FR), al sur con los de Gros-de-Vaud y Morges, al suroeste con el de Nyon, y al oeste con los departamentos de Jura y Doubs, ambos en Francia.
Una parte del lago de Neuchâtel hace parte del distrito. A partir del 1 de enero de 2008 fue creado el distrito de Jura-Nord vaudois, gracias a la reforma administrativa llevada a cabo en el cantón de Vaud. El nuevo distrito incluye las comunas de los antiguos distritos de: Grandson, La Vallée, Orbe, además de las comunas del distrito de Yverdon con la excepción de Oppens, que fue agregada al distrito de Gros-de-Vaud.

## Comunas
| Distrito de Jura-Nord vaudois | Distrito de Jura-Nord vaudois | Distrito de Jura-Nord vaudois | Distrito de Jura-Nord vaudois |
| Comunas                       | Población (31.12.2014)        | Superficie km²                |                               |
| ----------------------------- | ----------------------------- | ----------------------------- | ----------------------------- |
| L'Abbaye                      | 1450                          | 31,89                         |                               |
| L'Abergement                  | 249                           | 5,74                          |                               |
| Agiez                         | 294                           | 5,47                          |                               |
| Arnex-sur-Orbe                | 616                           | 7,62                          |                               |
| Ballaigues                    | 1042                          | 9,04                          |                               |
| Baulmes                       | 1022                          | 22,53                         |                               |
| Bavois                        | 921                           | 9,32                          |                               |
| Belmont-sur-Yverdon           | 358                           | 6,47                          |                               |
| Bioley-Magnoux                | 196                           | 4,27                          |                               |
| Bofflens                      | 189                           | 4,19                          |                               |
| Bonvillars                    | 510                           | 7,54                          |                               |
| Bretonnières                  | 236                           | 5,46                          |                               |
| Bullet                        | 596                           | 16,85                         |                               |
| Chamblon                      | 590                           | 2,85                          |                               |
| Champagne                     | 1003                          | 3,93                          |                               |
| Champvent                     | 600                           | 6,88                          |                               |
| Chavannes-le-Chêne            | 274                           | 3,98                          |                               |
| Chavornay                     | 4059                          | 11,07                         |                               |
| Chêne-Pâquier                 | 131                           | 2,11                          |                               |
| Le Chenit                     | 4504                          | 99,22                         |                               |
| Cheseaux-Noréaz               | 662                           | 6,12                          |                               |
| Les Clées                     | 176                           | 7,02                          |                               |
| Concise                       | 934                           | 11,41                         |                               |
| Corcelles-près-Concise        | 332                           | 4,09                          |                               |
| Corcelles-sur-Chavornay       | 333                           | 5,49                          |                               |
| Cronay                        | 352                           | 6,61                          |                               |
| Croy                          | 321                           | 4,49                          |                               |
| Cuarny                        | 204                           | 4,56                          |                               |
| Démoret                       | 126                           | 4,24                          |                               |
| Donneloye                     | 731                           | 6,59                          |                               |
| Ependes                       | 343                           | 4,82                          |                               |
| Essert-Pittet                 | 150                           | 2,76                          |                               |
| Fiez                          | 412                           | 6,83                          |                               |
| Fontaines-sur-Grandson        | 183                           | 7,86                          |                               |
| Giez                          | 384                           | 4,78                          |                               |
| Grandevent                    | 226                           | 3,46                          |                               |
| Grandson                      | 3257                          | 7,89                          |                               |
| Juriens                       | 307                           | 9,35                          |                               |
| Le Lieu                       | 860                           | 32,57                         |                               |
| Lignerolle                    | 391                           | 10,62                         |                               |
| Mathod                        | 552                           | 6,59                          |                               |
| Mauborget                     | 110                           | 5.50                          |                               |
| Molondin                      | 228                           | 5,53                          |                               |
| Montagny-près-Yverdon         | 727                           | 3,55                          |                               |
| Montcherand                   | 472                           | 3,05                          |                               |
| Mutrux                        | 148                           | 3,21                          |                               |
| Novalles                      | 102                           | 2,05                          |                               |
| Onnens                        | 500                           | 5,13                          |                               |
| Orbe                          | 6797                          | 12,04                         |                               |
| Orges                         | 275                           | 4,01                          |                               |
| Orzens                        | 198                           | 4,19                          |                               |
| Pomy                          | 736                           | 5,62                          |                               |
| La Praz                       | 158                           | 5,13                          |                               |
| Premier                       | 181                           | 6,11                          |                               |
| Provence                      | 377                           | 31,79                         |                               |
| Rances                        | 434                           | 9,84                          |                               |
| Romainmôtier-Envy             | 526                           | 7,01                          |                               |
| Rovray                        | 164                           | 3,21                          |                               |
| Sainte-Croix                  | 4766                          | 39,43                         |                               |
| Sergey                        | 145                           | 1,48                          |                               |
| Suchy                         | 525                           | 6,66                          |                               |
| Suscévaz                      | 199                           | 4,15                          |                               |
| Tévenon                       | 760                           | 14,27                         |                               |
| Treycovagnes                  | 473                           | 2,07                          |                               |
| Ursins                        | 208                           | 3,37                          |                               |
| Valeyres-sous-Montagny        | 641                           | 2,27                          |                               |
| Valeyres-sous-Rances          | 585                           | 6,35                          |                               |
| Valeyres-sous-Ursins          | 241                           | 2,83                          |                               |
| Vallorbe                      | 3582                          | 23,18                         |                               |
| Vaulion                       | 482                           | 13,18                         |                               |
| Villars-Epeney                | 89                            | 0,86                          |                               |
| Vugelles-La Mothe             | 137                           | 3,08                          |                               |
| Vuiteboeuf                    | 520                           | 5,03                          |                               |
| Yverdon-les-Bains             | 29 406                        | 13,49                         |                               |
| Yvonand                       | 3101                          | 13,38                         |                               |
| Total (75)                    | 88 069                        | 689,77                        |                               |

## Cambios desde 2006

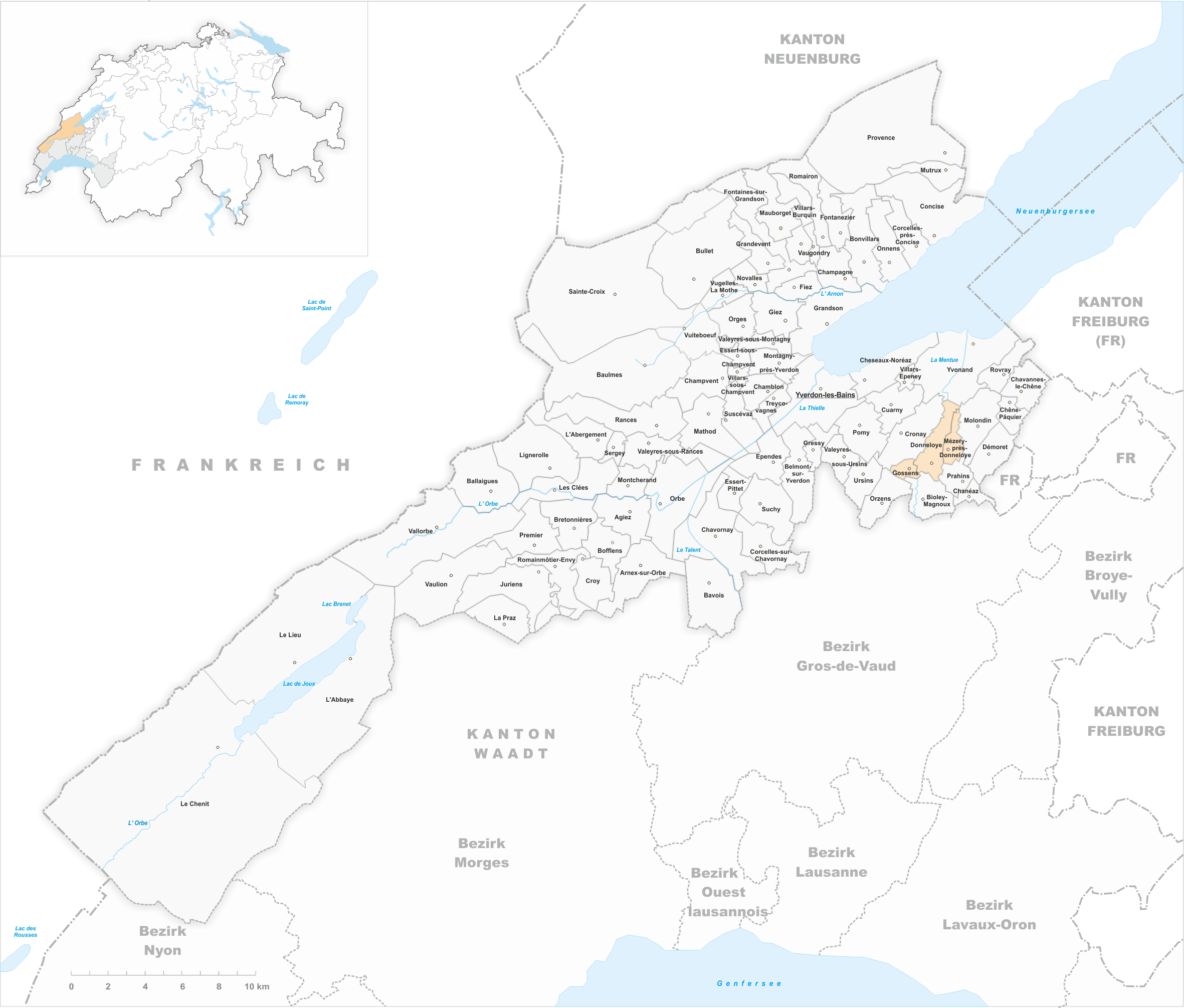
Comunas hasta 2007
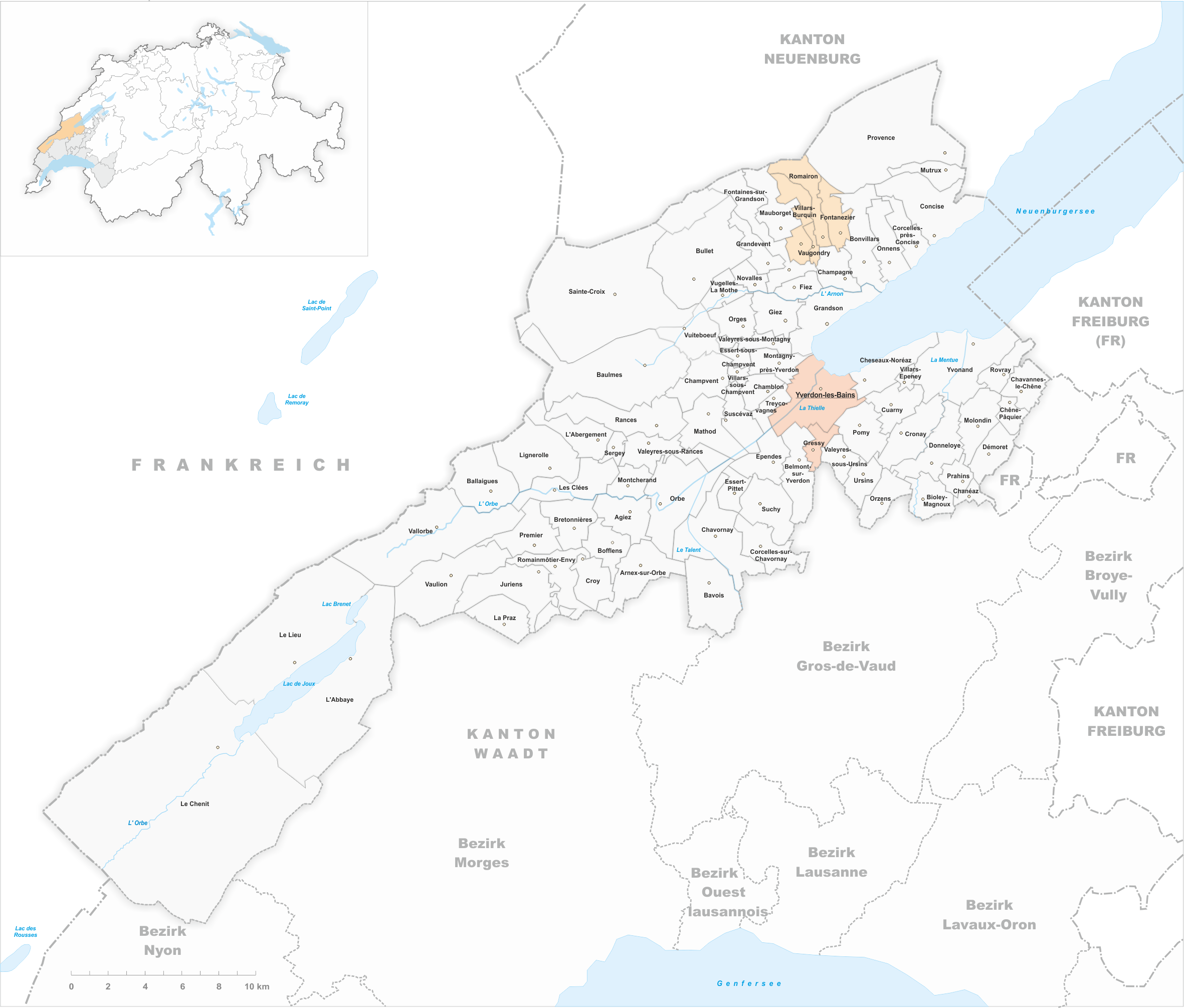
Comunas hasta junio de 2011
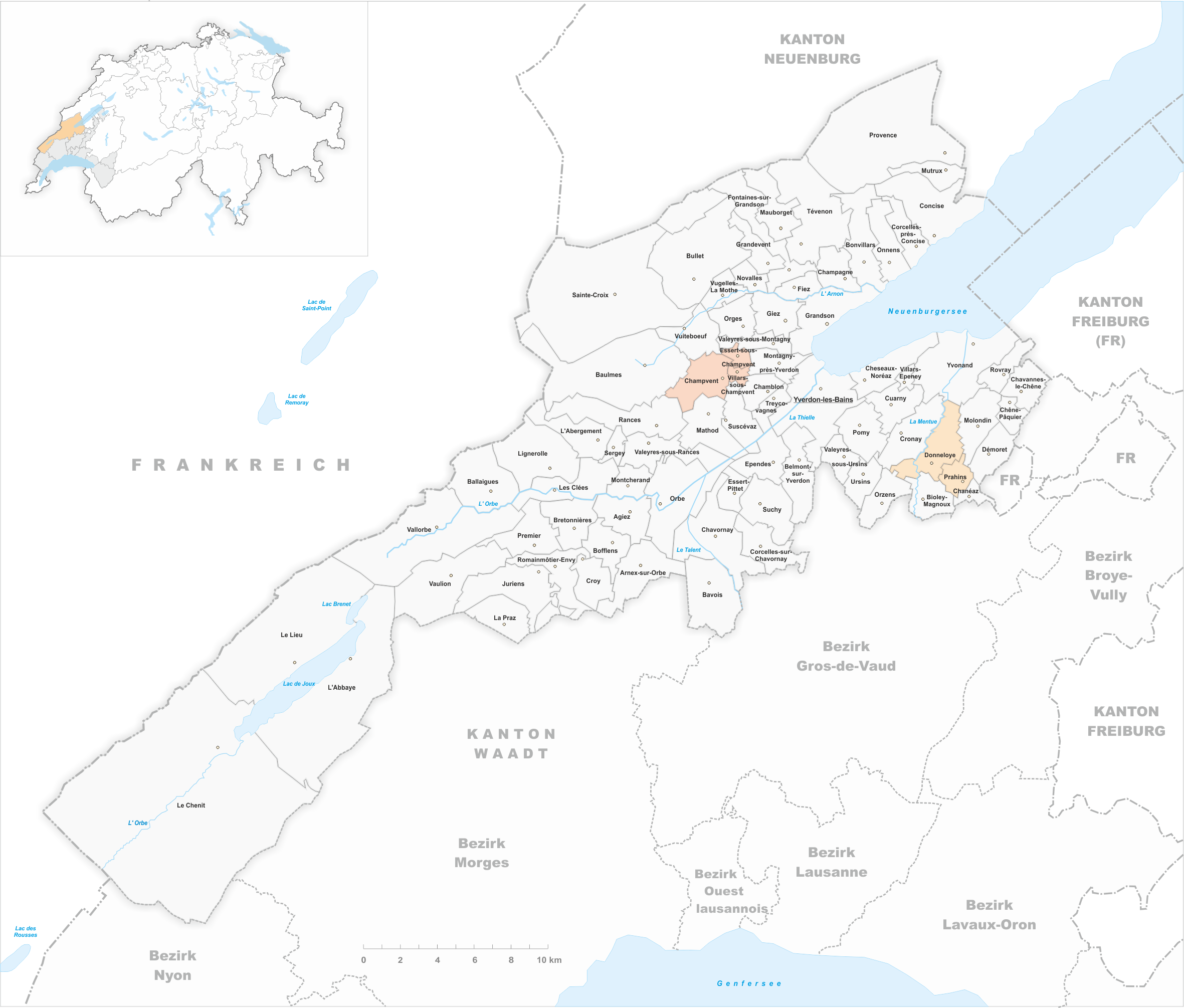
Comunas hasta 2011
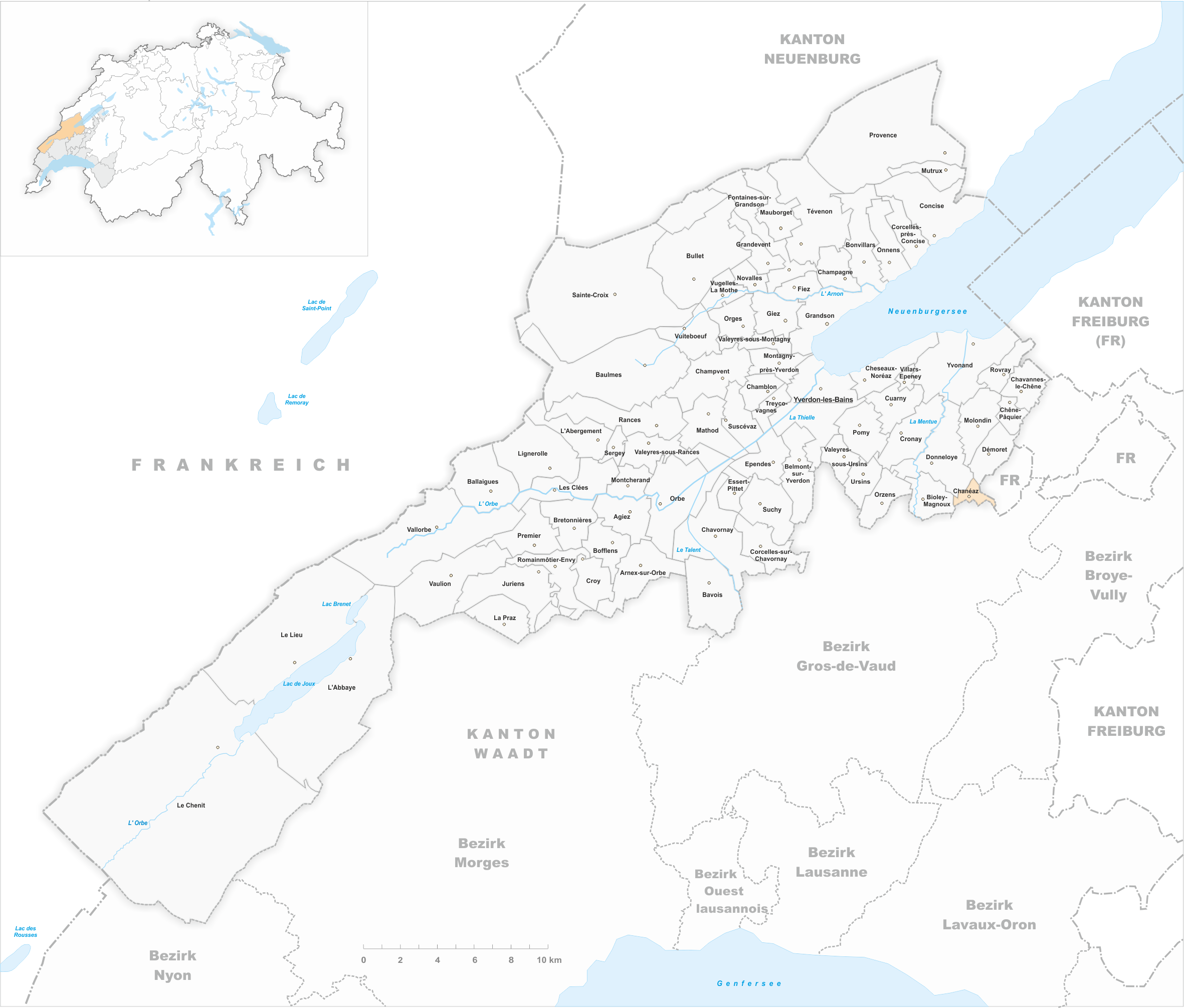
Comunas hasta 2012

- El 1 de septiembre de 2006, los distritos de Grandson, Orbe, La Vallée y el de Yverdon fueron disueltos y emergieron como el nuevo distrito de Jura-Nord Vaudois.

- - Los municipios de Bonvillars, Bullet, Champagne, Concise, Corcelles-près-Concise, Fiez, Fontaines-sur-Grandson, Fontanezier, Giez, Grandevent, Grandson, Mauborget, Mutrux, Novalles, Onnens, Provence, Romairon, Sainte-Croix, Vaugondry y Villars-Burquin fueron aportados por el distrito de Grandson.
  - Las comunas de L'Abbaye, Le Chenit y Le Lieu fueron aportadas por el distrito de La Vallée.
  - Los municipios de L'Abergement, Agiez, Arnex-sur-Orbe, Ballaigues, Baulmes, Bavois, Bofflens, Bretonnières, Chavornay, Les Clées, Corcelles-sur-Chavornay, Croy, Juriens, Lignerolle, Montcherand, Orbe, La Praz, Premier, Rances, Romainmôtier-Envy, Sergey, Valeyres-sous-Rances, Vallorbe, Vaulion y Vuiteboeuf fueron aportados por el distrito de Orbe.
  - Las comunas de Belmont-sur-Yverdon, Bioley-Magnoux, Chamblon, Champvent, Chanéaz, Chavannes-le-Chêne, Chêne-Pâquier, Cheseaux-Noréaz, Cronay, Cuarny, Démoret, Donneloye, Épendes y Essert-Pittet fueron aportadas por el distrito de Yverdon.[2]

### Fusiones
- 1 de enero de 2008: Mézery-près-Donneloye y Gossens → Donneloye.
- 1 de julio de 2011: Fontanezier, Romairon, Vaugondry y Villars-Burquin → Tévenon
- 1 de julio de 2011: Gressy → Yverdon-les-Bains
- 1 de enero de 2012: Essert-sous-Champvent y Villars-sous-Champvent → Champvent.[3]
- 1 de enero de 2012: Prahins → Donneloye.[3]

### Segregaciones
- 1 de enero de 2013: Chanéaz → Montanaire (en el distrito de Gros-de-Vaud, junto con otras localidades del mismo distrito: Chapelle-sur-Moudon, Correvon, Denezy, Martherenges, Neyruz-sur-Moudon, Peyres-Possens, Saint-Cierges y Thierrens).[4]